# 陪你到世界終結
《陪你到世界終結》是2021年中國大陸網絡劇，改编自夏茗悠所著的同名小说。由劉泓池执导，张耀、肖雨、周也等主演。该剧于2019年7月开机，于2021年7月16日播出《陪你到世界終結番外篇》。

## 劇情簡介
17岁的京芷卉因为一次交通意外导致分班考失利进入了学习氛围较差的高三k班，京芷卉多次尝试离开k班都最终失败，只得将目标转向了优秀学生干部的高考加分，并为此设定了获取全班同学信任的攻略计划，原本抱着功利目的与同学接触的京芷卉却渐渐在同学们身上发现了各种优质品质，经过数次欢笑与泪水后，京芷卉开始渐渐融入到k班的集体之中，k班渐渐改变了吊尾班的命运，大家顺利完成高考进入各自理想大学，留下一段难以忘怀的青春记忆。

## 演員列表

### 主要演員
| 演員 | 角色                | 備註                                                                   |
| 肖雨 | 京芷卉（阿京/笨京） | 3年k班班長 分班考試失利後進入k班成為班長 暗戀謝井原                    |
| 张耀 | 謝井原（冰箱）      | 年級第一的學霸 外表冷冰冰 人稱冰箱 暗戀京芷卉                          |
| 周也 | 柳溪川              | 3年k班轉學生 從陽明中學挖來的尖子生 才貌雙全 公認的陽明校花 夏新旬女友 |

### 3年k班
| 演員   | 角色   | 備註                                             |
| 林亭翰 | 鍾季柏 | 籃球隊精英 聖華中學校草 謝井原的好兄弟           |
| 春雨   | 云萱   | 京芷卉的發小 吵架和好後再次成為好閨蜜 暗戀鍾季柏 |
| 舒雅   | 小吳   | 3年k班班主任 討厭學生打破原則                    |
| 蔡一墨 | 顧欽欽 | 3年A班江寒的女友                                 |
| 肖夏   | 孟冬   | 為了消除遲到成為小吳暗中的紀律委員               |
| 李霞   | 文櫻   | 父母去世 數學老師對她疼愛有加 數學成績特別好     |
| 張雪莎 | 啾啾   |                                                  |
| 陳彥希 | 何琳   |                                                  |
| 鮮嘉臣 | 梁涉   | 貧困生 到處打工賺錢 喜歡搞一些小發明             |

### 聖華中學
| 演員   | 角色     | 備註                                 |
| 魏暉倪 | 時唯     | 3年A班班長 京芷卉的朋友 高考總分第一 |
| 張曼娜 | 李悅     | 京芷卉曾經在3年A班的閨蜜             |
| 任填佶 | 馬超     | 3年A班的體育委員                     |
| 陸漢鴻 | 張煜     | 3年A班學生                           |
| 錢欣欣 | 歷史老師 | 喜歡做直播 愛化妝                    |
| 李明臣 | 數學老師 | 在3年k班有困難時總會出現幫助他們     |
| 呂寧   | 年級主任 |                                      |